# 小行星2530
小行星2530（2530 Shipka）是一颗围绕太阳公转的小行星。1978年7月9日，柳德米拉·切爾尼赫在克里米亚发现了此天体。
該小行星以俄土戰爭的戰爭遺址希普卡山口命名。
这颗小行星的绝对星等为155.9092298235777等。